# Бомба з лазерним наведенням

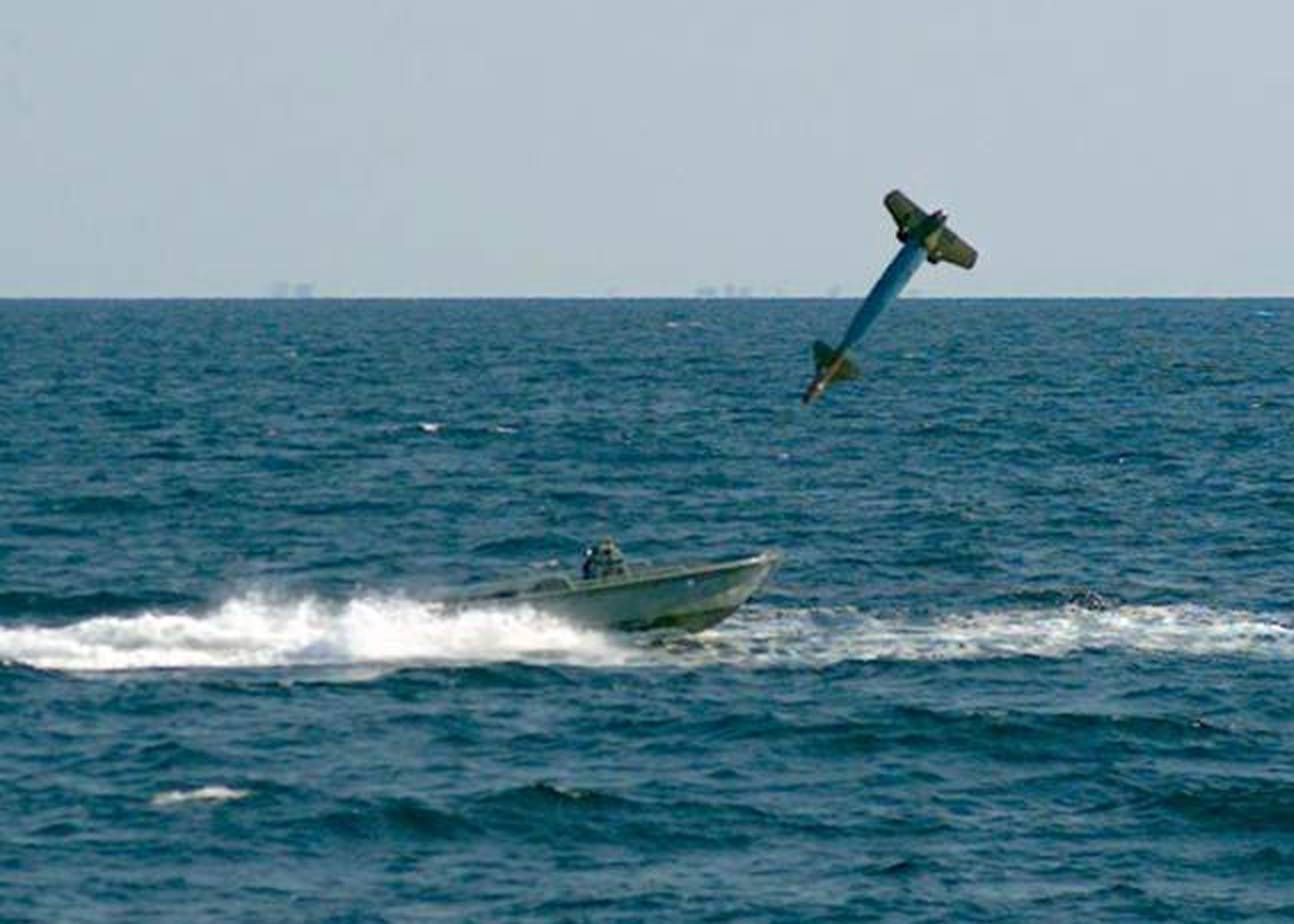
Бомба GBU-10 перед влучанням у малий човен під час тренувань

Бомба з лазерним наведенням — це керована бомба, яка має напівактивне лазерне наведення для ураження визначених цілей з вищою точністю, ніж бомби вільного падіння.
Вперше така бомба була створена у США під час війни у В'єтнамі. Керовані лазером бомби швидко довели здатність вражати складні цілі з високою точністю. На борту цих бомб знаходиться електроніка, яка дозволяє слідкувати за цілями, які підсвічені лазером, зазвичай у інфрачервоному спектрі і скеровують свою глісаду для точного ураження цілі.
Оскільки зброя відстежує світову сигнатуру, а не об'єкт, ціль повинна опромінюватися від окремого джерела, або наземними силами, або з обладнання атакуючого літака, або з літака підтримки.
Досвід В'єтнаму показав, що бомби, керовані лазером, досягли прямих влучань майже у 50 % випадків проти 5,5 % для некерованих бомб. Через більшу точність ураження, боєприпаси керовані лазером можуть мати менше вибухівки і викликати менші побічні ураження ніж некерована зброя.
Зараз, бомби керовані лазером є одними з основних і широкопоширених керованих бомб, які використовують у ВПС багатьох країн світу.

## Розробка
Зброя керована лазером вперше була розроблена у США та Великій Британії на початку 1960-х. ВПС США видали перші контракти на розробку у 1964, які призвели до створення серії Paveway, які використовували у В'єтнамі починаючи з 1968. Незважаючи на чисельні технічні та експлуатаційні проблеми, результати були в цілому позитивними. Бомби з лазерним керуванням довели більшу точність ніж некерована зброя, але без витрат, складностей та обмежень керованих ракет повітря-поверхня як AGM-12 Bullpup. Бомби з лазерним наведення виявилися особливо ефективними проти складних фіксованих цілей таких як мости, які до цього потребували великої кількості «дурних» бомб для знищення.
Було виявлено, що 48 % скинутих бомб Paveway під час 1972–73 навколо Ханою та Хайфонгу досягли прямих влучань у порівнянні з лише 5,5 % некерованих бомб які були скинуті у цій же області кількома роками раніше. В середньому скинуті Paveway падали на відстані у 7 метрів навколо цілі, на відміну від 136 метрів для звичайних бомб. Стрибок у точності дозволив виводити з ладу добре захищені цілі, які не можливо було уразити раніше.
Найяскравішим прикладом був міст Тханьхоа, розташований за 70 миль на північ від Ханою, критичний пункт перетину над Червоною річкою. Починаючи з 1965 пілоти США зробили 871 бойовий виліт, втративши 11 літаків не зумівши знищити його. У 1972 міст «Паща Дракона» атакували бомбами Paveway і 14 реактивних літаків змогли зробити те, що не змогли 871: зруйнувати проліт та перервати шляхи постачання північних в'єтнамців.
На хвилі успіху, інші країни, особливо Радянський Союз, Франція та Велика Британія, почали розробку схожої зброї наприкінці 1960-х — на початку 1970-х, у той час як у США вдосконалили зброю на основі бойового досвіду.
У жовтні 2010 Індія розробила свою першу бомбу з лазерним наведення Сударшан при підтримці IRDE, лабораторії в складі ООДР. Це частина поточного дослідження, спрямованого на досягнення самодостатності в оборонній сфері.
ВПС США та повітряні сили інших країн прагнуть оновити свої існуючі арсенали бомб з GPS наведенням до бомб з лазерним наведення. Така зброя, як американські Enhanced Guided Bomb Unit (частина родини Paveway), використовує лазерне позначення цілей, але мають інерціальну навігаційну систему з GPS приймачем для резервного наведення, коли зникло підсвічування цілі, зброя буде продовжувати наведення за GPS координатами цілі.